# Камистибаський сільський округ
Камистиба́ський сільський округ (каз. Камыстыбас ауылдық округі, рос. Камыстыбасский сельский округ) — адміністративна одиниця у складі Аральського району Кизилординської області Казахстану. Адміністративний центр — станційне селище Камистибас.
Населення — 2000 осіб (2021; 1967 у 2009, 1699 у 1999, 1561 у 1989).
Станом на 1989 рік існувала Камишлибаська сільська рада (селища Аралкум, Бекбаулі, Камишлибаш, Сапак, Чумиш). Пізніше селища Аралкум та Шоміш (колишнє Чумиш) утворили окремий Аралкумський сільський округ, селище Сапак — окремий Сапацький сільський округ, селище Бекбауил (колишнє Бекбаулі) — окремий Бекбауильський сільський округ. 2018 року було ліквідовано селище Роз'їзд 91.

## Склад
До складу округу входять такі населені пункти:
| Населений пункт              | Колишні назви | Населення, осіб (1989) | Населення, осіб (1999) | Населення, осіб (2009) | Населення, осіб (2021) |
| ---------------------------- | ------------- | ---------------------- | ---------------------- | ---------------------- | ---------------------- |
| Камистибас, станційне селище | Камишлибаш    | 1561                   | 1531                   | 1769                   | 1904                   |
| Роз'їзд 91, станційне селище | -             | -                      | 52                     | 46                     | -                      |
| Роз'їзд 92, станційне селище | -             | -                      | 116                    | 152                    | 96                     |